# Le Sang noir (téléfilm)
Pour les articles homonymes, voir Le Sang noir et Sang noir.

Le Sang noir est un téléfilm français de 2006 réalisé par Peter Kassovitz et produit par BFC production (Françoise Castro) et par France 3. Ce téléfilm est adapté du best-seller éponyme Le Sang noir de Louis Guilloux de 1935 par Michel Martens.
Ce film dépeint la bourgeoisie provinciale du début du XXe siècle, empêtrée dans ses certitudes et dénuée de toute compassion. Le film a été tourné en mars et avril 2006 à Lille et à Cambrai par l'équipe de France 3 Production Lille.

## Fiche technique
Source : IMDb, sauf mention contraire
- Réalisateur : Peter Kassovitz
- Scénariste : Peter Kassovitz, adapté d'après le roman éponyme de Louis Guilloux par Michel Martens
- Productrice : Françoise Castro pour BFC Productions
- Musique du film : Laurent Petitgirard
- Son : Daniel Banaszak
- Société de production : BFC Productions et France 3
- Format : Muet - Noir et blanc ou Couleur - 1,85:1 - 35 mm - Son mono - Son stéréo - Son Dolby Digital - Son Dolby SR
- Pays d'origine : France
- Durée : 113 minutes
- Date de diffusion : 17 avril 2007 sur France 3

## Distribution
- Rufus : Cripure
- Didier Sandre : Nabucet
- Myriam Boyer : Maïa
- Michel Jonasz : Babinot
- Marc Betton : Marchandeau
- Louis-Do de Lencquesaing : Capitaine Plaire
- Alexandre Carrière : Moka
- Dimitri Storoge : Lucien
- Gaëla Le Devehat : Simone
- Vincent Colombe : Amédée
- Corinne Masiero : Mme Marchandeau
- Mathilde Braure : Mme Babinot
- Bruno Tuchszer : Le député Faurel
- Isabelle Goethals Carré : Mme Faurel
- Eric Leblanc : Le notaire
- Eric Bleuzé : Basquin
- René Pillot : Le général
- Patrick Brasseur : Le maire
- Alain Duclos : Noël
- Nicolas Crombet : Le soldat
- Laurent Petit : Le garçon de café
- Rémy Gence : Le factionnaire
- Edouard Popieul : Le cocher
- Yasmina Joly : La bonne
- Stéphanie Petit : La passante
- Bruno Buffoli : Le médecin
- Arthur Meriaux : L’enfant

## Récompenses
Prix du Meilleur scénario et prix de la meilleure interprétation pour Rufus, au festival de Luchon en 2007.